# Mallupy Entertainment
Mallupy Entertainment ou em português Mallupy Entretenimento é uma agência Brasileira de entretenimento, empresa fundada em 2003, em Florianópolis, Brasil.

## História
O Mallupy Entretenimento atua desde 2003 na empresa de comunicação, com produção de eventos, divulgação de artistas, suporte para estações de rádio, e o reposicionamento das marcas no mercado. Hoje é um dos maiores e principais produtores da sul eventos.
Com o nome de destaque no mercado nacional, Mallupy por mais de 180 operações durante o ano, atinge um público de 1 milhão de pessoas e está presente nas maiores e melhores casas no sul do Brasil.